# Jörgen Faxe
Carl Jörgen Cornelius Faxe, född 2 juni 1912 i Malmö, död 13 februari 2001 i S:t Petri församling i Malmö, var en svensk industriman. Han var son till Gunnar Faxe.
Faxe utexaminerades från Malmö handelsgymnasium 1932 och praktiserade vid Simon Edström AB i Malmö 1932–1933, AGA 1934, Bakelite Ltd i London 1934–1935, Kaffee Hag i Bremen 1935–1936, Firma G.C. Faxe och AB Aga-Faxius i Malmö 1936–1938 och 1940–1941 och Air Liquide i Paris 1939. Han blev delägare i Firma G.C. Faxe 1942, var verkställande direktör i G.C. Faxe AB och Syrgas AB Alfax från 1943 samt verkställande direktör i AB Aga-Faxius 1950–1960. 
Faxe var styrelseledamot i AB Aga-Faxius (ordförande 1943–1950), G.C. Faxe AB, Syrgas AB Alfax, styrelseledamot och huvudman i Malmö sparbank Bikupan, styrelsesuppleant AB Malmö förenade bryggerier, revisor i Svenska Sockerfabriks AB och Sjöförsäkrings AB Öresund. Han var ordförande och kassaförvaltare i Malmö förskönings- och planteringsförening och styrelseledamot i Malmö musei vänner. Faxe är begravd på Gamla kyrkogården i Malmö.

## Utmärkelser, ledamotskap och priser
- Ledamot av Vetenskapssocieteten i Lund (LVSL)[1]